# Agit-prop (teatro)
L'Agit-Prop (contrazione delle parole russe agitácija e propaganda, agitazione e propaganda) era una forma di teatro didattico del XX secolo molto diffuso nella Russia post-rivoluzionaria (dal 1917 in poi), avente come scopo la propaganda e l'informazione presso il pubblico analfabeta degli ideali rivoluzionari sovietici. Il termine passò poi a indicare anche analoghe forme di teatro portatore di ideali di sinistra che si ebbero tra gli anni venti e quaranta soprattutto in Germania, ma anche nel Regno Unito e negli Stati Uniti (l'opera In attesa di Lefty del drammaturgo statunitense Clifford Odets è considerata un classico dell'agit-prop). In misura minore tale tipo di teatro fu presente anche in Romania e in Polonia, nonché nel teatro ebraico della Palestina britannica.

## Unione Sovietica
L'Agit-Prop, di connotazione fortemente politica, era caratterizzato in genere da un'organizzazione basata sul lavoro di non professionisti, solitamente operai aderenti al Partito Comunista dell'Unione Sovietica, riuniti in una compagnia teatrale senza ordini gerarchici all'interno, e caratterizzati da uno scarso utilizzo di apparati scenografici e dal rifiuto dei normali teatri come luogo di rappresentazione. La più famosa di tali compagnie era la Sinjaja bluza, gestita dall'Istituto di Giornalismo di Mosca. Venivano messi in scena ad esempio finti processi a personaggi impopolari dell'epoca, o rappresentazioni del cosiddetto "giornale animato". Le composizioni drammaturgiche erano di solito di breve durata e non si incentravano solo sulla parola, ma potevano avvalersi della musica, della pantomima, dell'acrobazia, delle proiezioni cinematografiche.
Dopo la Rivoluzione d'ottobre del 1917, i sovietici allestirono un treno di artisti e attori che girò il Paese per mettere in scena delle brevi opere teatrali e per diffondere la propaganda. A bordo c'era una rotativa per stampare manifesti e volantini che venivano gettati dalle finestre quando il treno passava attraverso i villaggi.

## Germania
Nella Germania tra gli anni venti e trenta del XX secolo, erano numerose le compagnie teatrali legate a partiti politici, in particolare quello socialdemocratico e quello comunista (che, su posizioni dichiaratamente filosovietiche, annoverava tra i suoi esponenti autori come Erwin Piscator e Bertolt Brecht). Tali gruppi, spesso nati su imitazione delle Giubbe Blu sovietiche, erano capaci di intervenire nelle occasioni sociali più disparate, per esempio nelle fabbriche, nei comizi, negli assembramenti politici o più in generale nelle piazze. Venivano rappresentate scene a forte contenuto ideologico e propagandistico, ad esempio la contrapposizione di due personaggi che rappresentassero opposte vedute ideologiche, oppure personaggi che si lamentavano della loro amara condizione sociale. A volte si faceva addirittura credere agli spettatori che ciò a cui stavano assistendo fosse realtà:
(Béla Balázs, cit. Alonge, p. 194.)